# Hogs of War
Hogs of War (traducibile come "maiali da guerra") è un videogioco strategico a turni pubblicato dalla Infogrames nel 2000 per PlayStation e Windows, che permette di cimentarsi in una guerra tra diverse fazioni di suini.
Il titolo è una parodia della frase inglese dogs of war (cani della guerra), risalente al Giulio Cesare di Shakespeare.

## Trama
Le fazioni mirano alla conquista della Maialustralasia. Il controllo di questa isola-nazione (dalle fattezze di un maiale) è fondamentale per il controllo del pianeta, poiché è ricca di sbobba, elemento cruciale per la vita dei maiali.

## Modalità di gioco
Il giocatore deve guidare il suo manipolo di maiali-soldato in scontri sempre più duri contro i livelli gestiti dal computer (modalità singolo giocatore) o contro altri giocatori umani o IA nella modalità DeathMatch.
Vi sono sette squadre di maiali di cui il giocatore può decidere di assumere il controllo, ognuna caratterizzata da un diverso colore, nome e nazionalità. Ogni squadra è costituita da 8 maiali, di cui solo 5 potranno entrare in gioco a partire dalla seconda missione. Ogni maiale di ogni squadra possiede un nome e una parlata tipica della propria terra d'origine, la quale ricalca lo stereotipo della nazione che rappresenta.
| Squadra        | Nazione                                    | Abbigliamento                                                          |
| -------------- | ------------------------------------------ | ---------------------------------------------------------------------- |
| Krautentruppen | Germania                                   | Uniforme grigia con tipico elmetto a punta stile Prima Guerra Mondiale |
| Porkotroika    | Unione Sovietica                           | Uniforme rossa con tipico colbacco                                     |
| Cochon         | Francia                                    | Uniforme blu                                                           |
| Hot Hogs       | Regno Unito                                | Uniforme verde                                                         |
| New Porkers    | Stati Uniti                                | Uniforme azzurra                                                       |
| Suini Bellici  | Italia (Giappone nella versione originale) | Uniforme giallo itterico                                               |
| Team Lard      | Originale                                  | Uniforme viola                                                         |

Il Team Lard è una squadra sbloccabile mediante un trucco o dopo l'ultimo livello. Essa non fa le veci di una specifica nazione in quanto è una fusione di tutte le altre sopracitate.
Ogni maiale svolge una differente funzione all'interno della squadra (funzione che può essere cambiata): c'è il paracadutista, che può raggiungere qualsiasi punto della mappa, il granatiere, che può lanciare granate multiple molto potenti, l'infermiere, lo scout e così via.

### Ranghi
Nella modalità di gioco Avventura sono presenti i ranghi Recluta, Artigliere, Apprendista, Scout, Infermiere, Bombardiere, Ingegnere, Esploratore, Medico, Specialista, Sabotatore, Spia, Chirurgo, Caporale, Eroe e Leggenda, ognuno dei quali è dotato di una specifica quantità di punti vita e una dotazione iniziale di armi, che possono avere munizioni limitate o illimitate, e altre abilità speciali che vengono utilizzate alla stregua delle armi.
Oltre alle armi, ogni maiale possiede l'opzione Saltare turno.
Il rango più basso è, ovviamente, la Recluta, ma in base ai punti promozione che saranno ottenuti nel corso del gioco sarà possibile promuovere i soldati, i quali modificheranno la loro divisa e acquisteranno diversi potenziamenti. Solo nell'ultimo livello del gioco, denominato La Battaglia Finale, saranno presenti le Leggende, ossia cinque maiali speciali con armi molto potenti.

## Copertina
Nella copertina del videogioco compare un elmetto parodia della locandina di Full Metal Jacket, film del 1987 diretto da Stanley Kubrick. Sull'elmetto nell'edizione italiana è scritta la frase "nati per soffritto", mentre in quella originale "born to grill" (letteralmente "nato per grigliare"), citazione della frase "born to kill" ("nato per uccidere") scritta sull'elmetto del marine Joker nel film.

## Colonna sonora
Il tema musicale adottato per il menu principale è tratto da una marcia militare americana intitolata The Liberty Bell e composta da John Philip Sousa (1893).